# Paul Gosar
Paul Anthony Gosar [ˈɡoʊˌsɑr], född 27 november 1958 i Rock Springs i Wyoming, är en amerikansk republikansk politiker. Han är ledamot av USA:s representanthus sedan 2011.
Gosar studerade vid Creighton University och var verksam som tandläkare innan han blev politiker. Han besegrade sittande kongressledamoten Ann Kirkpatrick i mellanårsvalet i USA 2010.